# 校園快樂幫
校園快樂幫，簡稱「快樂幫」，為臺灣華視星期日晚間綜藝節目《快樂星期天》之歌唱選秀單元〈校園歌喉戰〉出身之學生歌唱團體，包含蘇清和等十人參與第一屆〈校園歌喉戰〉，走遍臺灣三十六所大專院校，於2006年5月14日以銘傳大學桃園校區為起點，至2007年8月5日截止，共耗費近一年三個月。過程由評審包小松、包小柏等專業人士先行選中各校冠軍，而後冠軍們需投入嚴格的淘汰制度，由評審篩選出月冠軍、季冠軍及總冠軍。賽後，校園快樂幫曾參與環球音樂所製作的《校園快樂幫No.1校園歌喉戰冠軍合輯》，該合輯於2007年8月10日正式發行，並於2007年8月12日在台北車站南二門舉行第一場簽唱會。